# Грей, Джоэл
Джо́эл Грей (англ. Joel Grey, род. 11 апреля 1932, Кливленд, Огайо, США) — американский актёр, певец, танцор, режиссёр и фотограф. Обладатель премий «Оскар», «Тони» и «Золотой глобус».

## Биография
Джоэл Дэвид Кац родился в городе Кливленде, штат Огайо, США, в семье еврейского актёра и юмориста на идише и английском языке Микки Каца (настоящее имя Меер (Мирон) Кац, 1909—1985) и его жены Грэйс Эпштейн. Карьера мальчика началась в 10 лет с выступлений в детских ролях на сцене кливлендского «Cleveland Playhouse».

## Творчество
Популярность Джоэлу Грею принесла роль конферансье в бродвейском мюзикле «Кабаре» режиссёра Гарольда Принса в 1966 году, за которую актёр получил премию «Тони». Другими постановками с его участием были «Приди и протруби в свой рог» (1961), «Остановите Землю — я сойду» (1962), «Пол-шестипенсовика» (1965), «Джордж М!» (1968), «Goodtime Charley» (1975), «Большой тур» (1979), «Чикаго» (1996) и «Злая» (2003).
Дебют Грея в кинематографе состоялся в 1952 году в фильме «About Face».
В 1973 году Грей получил премию «Оскар» за лучшую мужскую роль второго плана за роль конферансье в киноверсии мюзикла «Кабаре», обогнав такого заслуженного актёра как Аль Пачино. Его награду разделили также Лайза Миннелли, получившая «Оскара» за лучшую женскую роль, и Боб Фосс, выигравший «Оскара» за лучшую режиссуру. Сам фильм «Оскара» за лучшую кинокартину не получил, проиграв «Крёстному отцу», но собрал больше «Оскаров» в сумме. Кроме того, за роль конферансье Грей получил также премию BAFTA за лучший дебют года. Грей стал одним из восьми актёров, получивших премию «Тони» и «Оскар» за одну и ту же роль. Это Юл Бриннер («Король и я», 1956), Ширли Бут («Вернись, малышка Шеба», 1952), Рекс Харрисон («Моя прекрасная леди», 1964), Энн Бэнкрофт («Сотворившая чудо», 1962), Пол Скофилд («Человек на все времена», 1966), Джек Альбертсон («Если бы не розы», 1968) и Хосе Феррер («Сирано де Бержерак», 1950).
В 1967 году Грей дважды появился в телевизионной игре «What’s My Line?», а в 1976 году — в третьем эпизоде «Маппет-шоу», исполнив в нём популярные песни из мюзиклов «Чикаго» и «Кабаре».
В 1985 году он сыграл учителя боевых искусств в фильме «Ремо Уильямс: приключение начинается» (1985), эта роль принесла ему номинацию на премию «Сатурн» и вторую номинацию на «Золотой глобус» за лучшего актёра второго плана. В 1991 году Грей появился в роли Адама в заключительной серии ТВ-сериала «Даллас» (1991).
В 1993 году Грея номинируют на премию «Эмми» — «Лучший приглашенный актёр комедийного сериала» за роль Якоба Проссмана в телесериале «Бруклинский мост». В 1995 году он появился в эпизодической роли в «Звёздный путь: Вояджер».
В 1995 году Джоэл Грей сыграл главную роль Волшебника на благотворительном концерте «Волшебник страны Оз: Мечты сбываются» по мотивам популярного произведения в «Линкольн-центре». В постановке участвовали популярные актеры и исполнители, а все средства от продажи билетов были переданы Фонду Защиты Детей. Выступление транслировалось на американском канале «TNT», а в 1996 году появилось на видео и компакт-дисках. Все средства от продаж также были направлены на благотворительные цели.
В 2000 году Грей появился вместе с исландской поп-певицей Бьорк и французской актрисой Катрин Денёв в фильме «Танцующая в темноте», а затем в нескольких сериях телесериала «Баффи — истребительница вампиров», в эпизодической роли бывшего преступника в сериале «Закон и порядок» (2003).
Кроме этого, Джоэл Грей стал участником популярных сериалов «Доктор Хаус» и «Братья и сестры» (2007).
В 2004 году Грей вновь появился на Бродвее в роли Волшебника в популярном мюзикле «Злая» вместе с Индиной Мензель и Кристин Ченовет.

## Личная жизнь
В 1958 году Грей женился на Джо Уайлдер; они развелись в 1982 году. У них есть двое детей — Дженнифер, ставшая актрисой, и Джеймс, ставший шеф-поваром.
В 2015 году Грей в интервью сказал: «Я не люблю ярлыки, но если вам нужно что-то такое, то я — гей». Свой сценический опыт, семейную жизнь и принятие собственной гомосексуальности он описал в мемуарах «Конферансье» (2015).

## Признание

### Награды кино и телевидения
- 1972: Премия национального совета кинокритиков США — «Лучший актёр второго плана» в фильме «Кабаре» (1972)
- 1973: Премия «Золотой глобус» за лучшую мужскую роль второго плана — Кинофильм «Кабаре» (1972)
- 1973: Премия BAFTA — «Лучший дебют года» за фильм «Кабаре» (1972)
- 1973: Премия «Оскар» за лучшую мужскую роль второго плана за фильм «Кабаре» (1972)
- 1986: Премия «Золотой глобус» за лучшую мужскую роль второго плана — Кинофильм (номинация) в фильме «Ремо Уильямс: приключение начинается» (1985)
- 1986: Премия «Сатурн» лучшему киноактёру второго плана (номинация) в фильме «Ремо Уильямс: приключение начинается» (1985)
- 1993: «Эмми» (номинация) — «Лучший приглашенный актёр комедийного сериала» в т/с «Бруклинский мост» (1991)

### Театральные награды
- 1967 Премия «Тони» лучшему известному актёру в мюзикле «Кабаре»
- 1969 Премия «Тони» за лучшую главную роль в мюзикле «Джордж М!» (номинация)
- 1975 Drama Desk Award — Лучший актёр мюзикла «Goodtime Charley» (номинация)
- 1975 Премия «Тони» за лучшую главную роль в мюзикле «Goodtime Charley» (номинация)
- 1979 Drama Desk Award — Лучший актёр мюзикла — «Большой тур» (номинация)
- 1979 Премия «Тони» за лучшую главную роль в мюзикле «Большой тур» (номинация)
- 1988 Drama Desk Award — Лучший актёр мюзикла — «Кабаре» (номинация)
- 1997 Drama Desk Award — Лучший известный актёр в мюзикле — «Чикаго»
- 2000 Drama Desk Award — Лучший известный актёр в спектакле — «Джоэл Грей» (номинация)

Кроме того, актёр выступал на официальных церемониях вручения «Оскара» и «Тони» как в качестве номинанта, так и ведущего шоу: «Тони»: 58 (2004), 51 (1997), 45 (1991), 42 (1988), 28 (1974), 26 (1972), 21 (1967) церемонии, «Оскар»: 81 (2009), 75 (2003), 70 (1998), 54 (1982), 48 (1976), 45 (1973), 44 (1972).
За вклад в развитие театра Джоэл Грей удостоен звезды на Голливудской аллее славы 6753 на Голливудском бульваре.

## Фильмография
| - 1952: «About Face» - 1954: «Телевизионный театр Крафта» «Kraft Television Theatre» (телесериал) (1 эпизод, 1954) - 1956: «Шоу Стива Аллена» «The Steve Allen Show» (телесериал) (1 эпизод, 1956) - 1956: «Продюсерская площадка» «Producers' Showcase» (телесериал) (1 эпизод, 1956) - 1957: «Telephone Time» (телесериал) (1 эпизод, 1957) - 1957: «Calypso Heat Wave» - 1957: «Невеста декабря» «December Bride» (телесериал) (3 эпизода, 1957) - 1958: «Суд последней надежды»/ «Суд последней инстанции» «The Court of Last Resort» (телесериал) (1 эпизод, 1958) - 1958: «Маленькие женщины» (ТВ-фильм) Little Women (1958) - 1959: «Мэверик» «Maverick» (телесериал) (1 эпизод, 1959) - 1960: «Bronco» (1 эпизод, 1960) - 1960: «Surfside 6» (телесериал) (1 episode, 1960) - 1961: «Westinghouse Playhouse» (телесериал) (1 эпизод, 1961) - 1961: «Сансет-Стрип, 77» «77 Sunset Strip» (телесериал) (1 эпизод, 1961) - 1961: «Приходи в сентябре» «Come September» - 1961: «Законник» «Lawman» (3 эпизода, 1960—1961) - 1966: «Vacation Playhouse» (1 эпизод, 1966) - 1970: «George M!» (ТВ-фильм) - 1971: «Железная сторона» «Ironside» (телесериал) (1 эпизод, 1971) - 1972: «Кабаре» Cabaret - 1972: «Ночная галерея» «Night Gallery» (телесериал) (1 эпизод, 1972) - 1972: «Man on a String» (ТВ-фильм) - 1974: «Man on a Swing» - 1974: «Twas the Night Before Christmas» (ТВ-фильм) (голос) - 1976: «Приключения медвежонка Паддингтона» «Paddington» (телесериал) - 1976: «Баффало Билл и индейцы» «Buffalo Bill and the Indians, or Sitting Bull’s History Lesson» - 1976: «Семипроцентный раствор»/ «Критическое решение» «The Seven-Per-Cent Solution» - 1982: «The Yeomen of the Guard» (ТВ-фильм) - 1985: «Ремо Уильямс: Невооружен и опасен»/ «Ремо Уильямс: приключение начинается» «Remo Williams: The Adventure Begins» - 1987: «Квини» «Queenie» (ТВ-фильм) - 1991: «Мэтлок» «Matlock» (телесериал) (1 эпизод, 1991) - 1991: «Даллас» «Dallas» (телесериал) (2 эпизода, 1991) - 1991: «Мэрилин и я» «Marilyn and Me» (ТВ-фильм) | - 1991: «Кафка» «Kafka» - 1993: «Двойная ставка»/ «Музыка по случаю» «The Music of Chance» - 1993: «Бруклинский мост» «Brooklyn Bridge» (телесериал) (2 эпизода, 1992—1993) - 1995: «Фэнтестикс» «The Fantasticks» - 1995: «Восход Венеры» «Venus Rising» - 1995: «Опасный» «The Dangerous» - 1995: «Звёздный путь: Вояджер» «Star Trek: Voyager» (телесериал) (1 эпизод, 1995) - 1996: «Мой друг Джо» «My Friend Joe» - 1996: «Пустое зеркало» «The Empty Mirror» - 1999: «Судьба кондитера» «Just Desserts» (ТВ-фильм) - 1999: «Рождественская история» (ТВ-фильм) «A Christmas Carol» - 2000: «За гранью возможного» «The Outer Limits» (телесериал) (2 эпизода, 1999—2000), Эссенция жизни - 2000: «Танцующая в темноте» Dancer in the Dark - 2001: «Прикосновение ангела» «Touched by an Angel» (телесериал) (2 эпизода, 2001) - 2001: «Further Tales of the City» (телесериал) - 2001: «Баффи — истребительница вампиров» «Buffy the Vampire Slayer» (телесериал) (3 эпизода, 2001) - 2001: «На самом краю» «On the Edge» (ТВ-фильм) - 2001: «Приближение к норме» « Reaching Normal» - 2003: «111 Gramercy Park» (ТВ-фильм) - 2003: «111 Gramercy Park» (ТВ-фильм) - 2003: «111 Gramercy Park» (ТВ-фильм)' - 2003: «Закон и порядок: Преступное намерение» «Law & Order: Criminal Intent» (телесериал) (1 эпизод, 2003) - 2005: «Расследование Джордан» «Crossing Jordan» (телесериал) (1 эпизод, 2005) - 2005: «Шпионка» «Alias» (телесериал) (3 эпизода, 2005) - 2006: « Доктор Хаус» «House M.D.» (телесериал) (3 сезон,3 эпизод, 2006) - 2007: «Братья и сестры» «Brothers & Sisters» (телесериал) (1 эпизод, 2007) - 2008: «Удушье» Choke - 2008: «Финес и Ферб» (м/ф) «Phineas and Ferb» (1 эпизод, 2008) - 2009: «Частная практика» «Private Practice» (телесериал) (1 эпизод, 2009) - 2009: «Анатомия страсти»/ «Анатомия Грея» «Grey’s Anatomy» (телесериал) (1 эпизод, 2009) |

## Мюзиклы
- «Злая» « Wicked» — волшебник страны Оз
- «Чикаго» «Chicago» — Amos Hart
- «Кабаре» «Cabaret» — конферансье
- «Большой тур» «The Grand Tour» — S. L. Jacobowsky
- «Goodtime Charley» — Чарли
- «George M!» — Джордж М. Кохан
- «Пол-шестипенсовика» «Half a Sixpence» — Артур Киппс
- «Остановите Землю — я сойду» «Stop the World — I Want to Get Off» — Littlechap
- «Приди и протруби в свой рог» «Come Blow Your Horn» — Buddy Baker
- «The Littlest Revue»
- «Borscht Capades»